# Campeonato Europeu de Beisebol de 1991
O Campeonato Europeu de Beisebol de 1991 foi a 22º edição do principal torneio entre seleções nacionais de beisebol da Europa. A campeã foi a Seleção Italiana de Beisebol, que conquistou seu 7º título na história da competição. O torneio foi sediado na Itália.